# کارلو راتی
 کارلو راتی (انگلیسی: Carlo Ratti؛ زادهٔ ۱ ژانویه ۱۹۷۱) معمار و مهندس اهل ایتالیا است.